# Róbert Glajza
Róbert Glajza (* 11. Juni 1971) ist ein ehemaliger slowakischer Radrennfahrer, der im Cyclocross und auf der Straße aktiv war.

## Sportlicher Werdegang
Erstmals trat Glajza international bei den Cyclocross-Weltmeisterschaften 1988 in der Juniorenklasse in Erscheinung. 1991 gewann er auf der Straße die Türkei-Rundfahrt, wandte sich in der Folge jedoch wieder dem Cyclocross zu. 1998 wurde er zum ersten Mal slowakischer Meister im Cyclocross und konnte diesen Titel bis 2004 siebenmal hintereinander gewinnen. International gelangen ihm nur bei kleineren Rennen vordere Platzierungen.
Auf der Straße wurde er 2001 nationaler Vizemeister im Einzelzeitfahren. Im nächsten Jahr wurde er Erster der Gesamtwertung bei Kosice-Tara-Kosice. Diesen Erfolg konnte er 2005 wiederholen. In der Saison 2008 gewann Glajza zwei Etappen bei der Tour du Cameroun.
Nach der Cyclocross-Saison 2013/14 beendete Glajza im Alter von 45 Jahren seine Karriere als Radsportler.

## Erfolge

### Cyclocross
1997/1998
- Slowakischer Meister

1998/1999
- Slowakischer Meister

1999/2000
- Slowakischer Meister

2000/2001
- Slowakischer Meister

2001/2002
- Slowakischer Meister

2002/2003
- Slowakischer Meister

2003/2004
- Slowakischer Meister

### Straße
1991
- Gesamtwertung Türkei-Rundfahrt

2004
- Mannschaftszeitfahren Ungarn-Rundfahrt

2008
- zwei Etappen Tour du Cameroun